# Casa João Luiz Bettega
Casa João Luiz Bettega é um edificação localizada no centro da cidade de Curitiba, capital do estado brasileiro do Paraná. Também conhecido como Residência João Luiz Bettega ou Casa Vilanova Artigas, é um edifício tombado pelo patrimônio histórico e urbano do município e do estado, por ser um dos primeiros projetos executados na cidade no estilo Modernista Brasileira e, principalmente, por ser o seu idealizador, o arquiteto João Batista Vilanova Artigas.

## História
O médico João Luiz Bettega (1916-1996) contratou o arquiteto Vilanova Artigas para projetar e construir sua residência pessoal em 1949 (este é o ano em que a prefeitura de Curitiba concedeu o alvará de construção, mediante apresentação do projeto). A residência foi finalizada em 1953 e manteve-se com a família por décadas. Após o falecimento do dr. João Luiz, em 1996, houve uma agilidade do município em tornar o imóvel um patrimônio cultural, muito em virtude das demolições de quase todos as construções projetadas por Artigas em Curitiba (seis, das nove construções, foram demolidos anteriormente a década de 1990). No final dos anos de 1990, o imóvel foi tombado e desta maneira os familiares de João Bettega abandonaram a residência, já que a mesma perdeu seu valor comercial.
Somente em 2002 a casa foi comprada e restaurada e criou-se um centro cultural e um espaço voltado os estudos da arquitetura. A partir desta data, passou a ser conhecida como "Casa Vilanova Artigas".

## Linhas arquitetônicas
Inaugurada em 1953, gerou críticas e polêmicas ainda na fase de elaboração do projeto, por apresentar linhas retangulares em toda a extensão dos seus dois pavimentos, com retas bem definidas em todos os principais espaços, integrados por pés-direitos duplos e interligados por rampas (marca pessoal do arquiteto). Neste período, Artigas ainda tinha influência arquitetônica de Frank Lloyd Wright.
A fachada e a lateral são semelhantes e a entrada fica na lateral, quase no meio do terreno. Todos os ambientes são voltados para o Noroeste, o ponto que mais recebe a luz solar em Curitiba.
A dependência da empregada foi concebida como um apartamento à parte, com entrada independente, mas ligada ao eixo principal da casa. Uma escada em espiral leva até esse espaço.
Escadas semelhantes fazem parte de outros projetos do arquiteto em São Paulo. Porém, nesses projetos a escada situa-se em área social. Diferentemente do que ocorre no projeto para a casa de Curitiba em que a escada fica no setor de serviço, nos fundos.
Com o passar do tempo e a notoriedade profissional que elevou o seu idealizador a condição de um dos pais do modernismo brasileiro, a Casa João Luiz Bettega tornou-se de valor arquitetônico inestimável, levando o município e o governo estadual a tombarem o edifício.